# José Antônio Vaz de Carvalhais
José Antônio Vaz de Carvalhais (Santos, 22 de dezembro de 1823 — Petrópolis, 30 de outubro de 1888) foi um político brasileiro.
Foi vice-presidente da província do Paraná, assumindo o cargo interinamente, de 26 de setembro de 1856 a 1 de novembro de 1857.